# Hernando Guerrero
Hernando Guerrero, OSA (1572 – 1 de julho de 1641) foi o arcebispo da arquidiocese católica de Manila de 1634 a 1641 e o bispo da diocese de Nueva Segovia de 1628 a 1634.

## Biografia
Hernando Guerrero nasceu em Alcaraz, Espanha e foi ordenado sacerdote da Ordem de Santo Agostinho. Chegou às Filipinas para ocupar diversos cargos em sua ordem. Em 7 de dezembro de 1626, foi nomeado e confirmado a 17 de maio de 1627 pelo papa Urbano VIII como bispo de Nueva Segovia. Guerrero recebeu a ordenação episcopal em 1628, na Igreja do Menino Jesus em Cebu, através de Dom Pedro de Arce, bispo de Cebu. Aos 9 de janeiro de 1634, Urbano VIII o nomeou arcebispo de Manila, assumindo em 23 de junho de 1635, onde serviu até sua morte. Teve brigas com o governador-geral Hurtado De Corcuera, com a Real Audencia e os jesuítas. Enquanto bispo, Dom Hernando Guerrero foi o principal consagrador de Diego Aduarte, bispo de Nueva Segovia (1635). Foi enterrado na Igreja de Santo Agostinho.